# Крохан (Роскоммон)
Крохан (англ. Croghan; ирл. Cruachán) — деревня в Ирландии, находится в графстве Роскоммон (провинция Коннахт).